# DFL-Supercup 2023
DFL-Supercup 2023 bylo historicky čtrnácté jednozápasové utkání každoročně pořádané soutěže zvané DFL-Supercup. Účastníci soutěže byli dva - vítěz německé Bundesligy 2022/23 FC Bayern Mnichov, který se střetl s vítězem německého poháru ze stejné sezóny, mužstvem RB Leipzig.
Utkání se odehrálo 12. srpna 2023 v Allianz Areně, Lipsko oplatio domácímu Bayernu porážku z předchozího ročníku, když zvítězilo výsledkem 3:0 a poprvé se stalo vítězem této soutěže.

## Detaily zápasu
| 12. 8. 2023 20:45 SELČ |               |                   |                                                                 |
| Bayern Mnichov         | 0 : 3 (0 : 2) | RB Leipzig        | Allianz Arena, Mnichov diváci: 75 000 rozhodčí: Bastian Dankert |
|                        | Report        | 3', 45', 66' Olmo | Allianz Arena, Mnichov diváci: 75 000 rozhodčí: Bastian Dankert |

| Bayern | RB Leipzig |

| B             | 26 | Sven Ulreich        |     |     |
| PO            | 5  | Benjamin Pavard     | 14' | 46' |
| SO            | 2  | Dayot Upamecano     | 34' |     |
| SO            | 4  | Matthijs de Ligt    |     | 46' |
| LO            | 19 | Alphonso Davies     |     |     |
| SZ            | 27 | Konrad Laimer       |     | 46' |
| SZ            | 6  | Joshua Kimmich      |     | 78' |
| PZ            | 10 | Leroy Sané          |     |     |
| SZ            | 42 | Jamal Musiala       |     |     |
| LZ            | 7  | Serge Gnabry        |     |     |
| Ú             | 39 | Mathys Tel          |     | 63' |
| Náhradníci:   |    |                     |     |     |
| B             | 43 | Tom Ritzy Hülsmann  |     |     |
| O             | 3  | Kim Min-dže         |     | 46' |
| O             | 40 | Noussair Mazraoui   |     | 46' |
| O             | 41 | Frans Krätzig       |     |     |
| Z             | 8  | Leon Goretzka       |     | 78' |
| Z             | 38 | Ryan Gravenberch    |     |     |
| Z             | 45 | Aleksandar Pavlović |     |     |
| Ú             | 9  | Harry Kane          |     | 63' |
| Ú             | 11 | Kingsley Coman      |     | 46' |
| Trenér:       |    |                     |     |     |
| Thomas Tuchel |    |                     |     |     |

| B           | 21 | Janis Blaswich    |     |     |
| PO          | 39 | Benjamin Henrichs |     | 85' |
| SO          | 2  | Mohamed Simakan   |     |     |
| SO          | 4  | Willi Orban       |     |     |
| LO          | 22 | David Raum        |     |     |
| SZ          | 13 | Nicolas Seiwald   |     |     |
| SZ          | 24 | Xaver Schlager    |     |     |
| PZ          | 20 | Xavi Simons       |     | 78' |
| LZ          | 7  | Dani Olmo         | 71' | 78' |
| SÚ          | 11 | Timo Werner       |     | 64' |
| SÚ          | 17 | Loïs Openda       |     | 64' |
| Náhradníci: |    |                   |     |     |
| B           | 25 | Leopold Zingerle  |     |     |
| O           | 16 | Lukas Klostermann |     | 85' |
| O           | 23 | Castello Lukeba   |     |     |
| Z           | 10 | Emil Forsberg     |     | 78' |
| Z           | 18 | Fábio Carvalho    |     | 78' |
| Z           | 38 | Hugo Novoa        |     |     |
| Z           | 44 | Kevin Kampl       |     |     |
| Ú           | 30 | Benjamin Šeško    |     | 64' |
| Ú           | 9  | Yussuf Poulsen    |     | 64' |
| Trenér:     |    |                   |     |     |
| Marco Rose  |    |                   |     |     |

| Asistenti rozhodčího:: Marcel Unger René Rohde Čtvrtý rozhodčí: Tobias Reichel |